# Dolîna, Ciortkiv
Dolîna (în ucraineană Долина) este un sat în comuna Șulhanivka din raionul Ciortkiv, regiunea Ternopil, Ucraina.

## Demografie
Componența lingvistică a localității Dolîna
     Ucraineană (99,65%)
     Alte limbi (0,35%)
Conform recensământului din 2001, majoritatea populației localității Dolîna era vorbitoare de ucraineană (99,65%), existând în minoritate și vorbitori de alte limbi.